# Toujours l'inattendu arrive
Toujours l'Inattendu arrive est un recueil de nouvelles d'André Maurois, publié en 1943 à New York, dont les récits très courts alternent successivement entre « analyse psychologique » et « anticipation fantastique ».

## Historique
Marqué par la Seconde Guerre mondiale, André Maurois fit figurer dans la réédition de 1946 aux éditions des Deux-Rives la note liminaire suivante :

« Plusieurs de ces contes sont inédits. D'autres ont été publiés en des éditions à tirage limité. Tous furent composés en des jours de vie facile et heureuse. C'est ce qui explique le ton qui me surprend aujourd'hui tout le premier. Mais le lecteur trouvera peut-être, pour le temps d'un voyage ou d'une soirée, quelque agrément à cette évocation d'un monde qui eut son heure. »

## Nouvelles
Le recueil original publié en 1943 à New York est composé de vingt-et-une nouvelles, dont seules les cinq suivantes étaient à l'époque inédites :
- Toujours l'Inattendu arrive[N 1]
- Après dix Ans[N 2]
- Ariane ma Sœur...[N 3]
- Bonsoir, chérie
- L'Ange gardien[N 4]

À celles-ci s'ajoutaient La Vie des hommes, conte fantastique déjà publié en 1928 aux Éditions du Portique, Le Pays des trente-six mille volontés (remplacé depuis l'édition de 1946 par la nouvelle Myrrhine) et les quatorze contes suivants, publiés pour la première fois en 1932 à la Nouvelle Société d’Édition sous le titre de L'Anglaise et d'autres femmes :
- Le Porche corinthien
- La Cathédrale
- Les Fourmis
- Les Ricochets
- La Carte postale
- Pauvre Maman
- La Pèlerine
- La Maison[N 8]
- L'Honneur
- Masques noirs
- Irène
- La Lettre
- Le Coucou
- Louisa, Lady Whitney

## Éditions
- Éditions de la Maison française, New York, 1943, 301 p.[3]
- Deux-Rives, Paris, 1946, 189 p.[4]
- André Maurois, Œuvres complètes, Tome IV, « Bernard Quesnay. Terre promise. Toujours l'inattendu arrive », Grasset, Paris, 1951[5].
- Gérard et Cie, Verviers, 1963, 444 p.[6]